# آزادی مذهب در مالزی
آزادی مذهب در مالزی (انگلیسی: Freedom of religion in Malaysia)، در حالیکه، آزادی ادیان به صورت نمادین در قانون اساسی مالزی به صورت قانون آورده شده‌است، درعمل با بسیاری از ممنوعیت‌ها و محدودیت‌ها مواجه است. یک فرد مالایی مالزی باید به‌طور اکید یک مسلمان باشد و نمی‌تواند دین خود را تغییر دهد. اعمال دین اسلام توسط احکام اسلام رسمی تعیین می‌گردد و دولت می‌تواند آنها را به خاطر روزه خواری یا امتناع از انجام نماز جریمه کند. این کشور خود را به عنوان کشوری با دولت سکولار در نظر نمی‌گیرد و اسلام دین رسمی مالزی است و افرادی که هیچ مذهبی اختیار نکرده‌اند (خداناباورها، ندانم‌گراها یا سایر وضعیت زندگی غیرمذهبی) خصومت آمیز به آنها نگریسته می‌شود.
قانون اساسی بیان می‌کند که اسلام دین رسمی کشور است ولی ادیان دیگر هم مجاز هستند (ماده ۳). ماده ۱۱ قانون اساسی حق اعلان علنی و عمل به هر مذهب را در دسترس قرار می دهد، هرچند تابع قوانین اجرایی قرار دارد که تبلیغ سایر مذاهب را برای مسلمانان در تنگنا قرار می‌دهد.
در سال ۲۰۲۳، مالزی در بخش آزادی ادیان امتیاز ۱ از ۴ را کسب کرد. در همین سال، این کشور در بین فهرست بدترین کشورهای جهان برای مسیحی بودن، حائز رتبه ۴۳ گردید.

## جمعیت‌شناسی مذهبی
بر اساس سرشماری نفوس و مسکن سال ۲۰۲۰، ۶۳٫۵ درصد پیرو دین اسلام، ۱۸٫۷ درصد پیرو بودیسم، ۹٫۱ درصد پیرو مسیحیت، ۶٫۱ درصد پیرو هندوئیسم و ۲٫۷ درصد پیرو دیگر مذاهب، یا بی‌مذهب می‌باشند. سایر اعتقادات شامل جاندارانگاری، دین عامیانه، آیین سیک و بهائیت هستند.
هرچند، به دلیل اینکه اظهار پیرو دین اسلام بودن یک ضرورت برای  مالایی بودن بر اساس برداشت از قانون اساسی می‌باشد، این آمار و ارقام ممکن است گمراه کننده باشد. اضافه بر این، مسلمانانی که تمایل دارند دین اسلام را رها کنند با موانع قوی مواجه هستند.